# 生年別日本の漫画家一覧 1990年代
生年別日本の漫画家一覧 1990年代（せいねんべつにほんのまんがかいちらん 1990ねんだい）は、1990年代に誕生し、日本で活動する漫画家の生年別一覧である。

## 1990年生
- 雨瀬シオリ[1]
- 井上菜摘[2]
- 小山ゆうじろう[3]
- 史群アル仙[4]
- 仲間りょう[5]
- 長谷川智広[6]
- 葉月抹茶[7]
- 原田ちあき[8]
- 盆ノ木至[9]
- 森茶[10]

## 1991年生
- 麻貴早人[11]
- 小野中彰大[12]
- オダトモヒト[13]
- 春場ねぎ[14]
- まえだくん[15]
- マツキタツヤ[16]
- まつだひかり[17]
- 米代恭[18]

## 1992年生
- 芥見下々[19]
- 川勝徳重[20]
- 黒田さくや[21]
- 華々つぼみ[22]
- 藤本タツキ[23]
- 三木有[24]

## 1993年生
- 板垣巴留[25]
- 大童澄瞳[26]
- 鈴木祐斗[27]

## 1994年生
- 琴葉とこ[28]
- 清水茜[29]
- 平野稜二[30]
- 松浦健人[31]
- 松木いっか

## 1995年生
- アベツカサ
- 江崎びす子
- きみど莉央
- 坂野旭
- 寺田浩晃[32]
- 肘原えるぼ
- 三浦糀
- 山科ティナ

## 1996年生
- あず希
- 天塚啓示
- 鹿目凛

## 1997年生
- 魚豊
- 宇佐崎しろ
- 福地カミオ
- 真木蛍五

## 1998年生
- からめる
- 眞藤雅興